# Porfiriusz (patriarcha Serbii)
Porfiriusz (sr. Порфирије), imię świeckie Prvoslav Perić (cyr. Првослав Перић, ur. 22 lipca 1961 w Bečeju) – serbski biskup prawosławny, w 2021 r. wybrany na patriarchę serbskiego.

## Życiorys
Syn Radivoje i Radojki Periciów. Ukończył gimnazjum im. Jovana Jovanovicia-Zmaja w Nowym Sadzie. W 1985 złożył wieczyste śluby mnisze przed swoim ojcem duchownym, hieromnichem Ireneuszem (Buloviciem) w monasterze Visoki Dečani. W 1986 ukończył studia teologiczne na uniwersytecie belgradzkim; w tym samym roku biskup Paweł (Stojčević) wyświęcił go na hierodiakona. Studia teologiczne podyplomowo kontynuował w Atenach, specjalizując się w badaniu Nowego Testamentu. Do Serbii wrócił w 1990 i zamieszkał w monasterze Świętych Archaniołów w Kovilju. W tym samym roku został hieromnichem, a następnie ihumenem.
W 1999 r. został nominowany i wyświęcony na biskupa pomocniczego eparchii backiej z tytułem biskupa jegarskiego. W 2004 obronił w Atenach pracę doktorską. W latach 2010–2011 nadzorował z ramienia Cerkwi współpracę Patriarchatu Serbskiego z armią serbską.
W 2014 r. został metropolitą zagrzebskim i lublańskim.
W 2021 r. Święty Sobór Biskupów Serbskiego Kościoła Prawosławnego wybrał go na patriarchę serbskiego. W pierwszej turze głosowania, w której biskupi wskazywali trzech kandydatów, został wybrany razem z biskupem banjaluckim Efremem oraz backim Ireneuszem. Ostatecznie o jego wyborze zdecydowało, zgodnie z procedurą przyjmowaną w Patriarchacie Serbskim, losowanie. Intronizacja odbyła się 19 lutego 2021 r. w soborze św. Michała Archanioła w Belgradzie.